# Ngục trung thư
Ngục trung thư (chữ Hán: 獄中書; Sách viết trong tù) là một bản văn do Phan Bội Châu viết lúc ở tù tại Quảng Châu năm 1913. Sách thuật lại chí hướng và những hoạt động cách mạng trong thời gian lưu vong của ông trước đó, cùng nhắn gửi những người cùng chí hướng.
Sách được in lần đầu tiên năm 1914 và tái bản năm 1938. Nguyên tác bằng chữ Hán và chữ Nôm. Sau này được Đào Trinh Nhất dịch ra tiếng Việt, Do nhà xuất bản Mai Lĩnh ấn hành vào năm 1938, nhà xuất bản Tân Việt, Sài Gòn tái bản vào năm 1950.
Lời tựa của Đào Trinh Nhất: 
"Năm 1913, Phan Sào Nam tiên sinh đang ở bên Tàu, bỗng bị Đô đốc Quảng Đông là Long Tế Quang vừa ham lợi, vừa sợ oai, bắt tiên sinh hạ ngục và toan giải giao cho chính phủ thuộc địa Đông Dương. Nếu không có những bạn cách mạng Trung Hoa nhất là Hồ Hán Dân cứu khỏi, thì tiên sinh đã bị bắt về nước hơn 12 năm kia rồi. Lúc ở trong ngục Quảng Châu, tiên sinh thái nhiên viết ra tập sách tuyệt mạng, tựa là Ngục Trung Thư, tự thuật về việc mình bôn tẩu quốc sự mấy mươi năm, lời lẽ rất là thành thật, bi tráng. Đến văn chương hay thì khỏi phải nói. Anh em Việt Nam đồng chí ở Tàu năm 1914, từng đem xuất bản 1 lần. Năm 1938 lại mới in 1 lần nữa. Ai cũng phải nhìn nhận tập văn có giá trị, cả về lịch sử và văn chương. Chúng tôi dịch ra đây để cống hiến đồng bào xem cho biết tiên sinh hoạt động cách mạng ở hải ngoại gian nan nguy hiểm ra sao. Độc giả đọc sẽ thấy bậc người tài học và khảng khái như tiên sinh, 20 năm về trước bôn tẩu quốc sự, có thanh danh trọng vọng biết bao, thế mà vẫn cứ giữ đức tự trọng tự khiêm, đến đỗi tự cho mình là ngu, là dở, ấy chính là chỗ trì thủ cao thượng của nhà chí sĩ cựu học, và tiên sinh là người khiến cho chúng ta đáng kính, không lấy sự thành bại luận anh hùng, cũng chính vì chỗ trì thủ đó vậy..." 

## Bối cảnh ra đời
Từ năm 1905, Phan Bội Châu đã sang Trung Quốc và sang Nhật để gặp gỡ những người cùng chí hướng mưu việc phục quốc. Ông viết nhiều tác phẩm có tác động lớn với sĩ phu trong nước và đã tạo nên một làn sóng mới thúc đẩy nhiều thanh niên yêu nước tham gia phong trào Đông Du, xuất ngoại học tập để tìm đường chống Pháp và nâng cao dân trí. Năm 1912, ông cùng một số nhà cách mạng quốc gia Việt Nam lưu vong tại Quảng Châu thành lập một tổ chức cách mạng mới với tên Việt Nam Quang phục Hội. Nhằm gây tiếng vang, tạo ủng hộ trong quần chúng quốc nội, năm 1913 ông liên kết với những nhà cách mạng khác, cho tổ chức ám sát và đặt chất nổ phá hoại nhiều nơi trong nước. Nhà cầm quyền Pháp đã phản ứng gay gắt và nhờ chính quyền Quảng Đông bắt giam Phan Bội Châu cùng các đồng chí. Ông bị bắt năm 1913 tại Quảng Châu và được trả tự do năm 1917.
Vừa bị bắt 3 ngày, ông đã bắt đầu viết cuốn Ngục trung thư .

## Nội dung
Theo bản dịch tiếng Việt, sách gồm những phần sau: 
1. Vì sao Long Tế Quang bắt tôi hạ ngục?
2. Ra đời giữa lúc mất Nam Kỳ đã 6 năm!
3. Cùng anh em đồng chí ra đội Sĩ tử Cần Vương
4. Muốn hãm tỉnh thành Nghệ An
5. Tôn ông Cường Để làm minh chủ
6. Ra thăm Hoàng Hoa Thám rồi vô Nam Kỳ
7. Lưu Cầu Huyết Lệ Tân Thư
8. Làm sao mua được khí giới ?
9. Tôi trốn sang Tàu, gặp cụ Nguyễn Thiện Thuật và Lưu Vĩnh Phúc ở Quảng Châu
10. Chúng tôi đổi sang tàu buôn Hồng mao mà đến Hương Cảng
11. Rước Kỳ ngoại hầu xuất dương
12. Hô hào thanh niên sang Nhật cầu học
13. Gặp mặt Hoàng Hoa Thám
14. Chính phủ Lâm thời Tân Việt Nam
15. Muốn chở khí giới về giúp Hoàng Hoa Thám
16. Trần Kỳ Mỹ và Hồ Hán Dân giúp sức
17. Long Tế Quang bắt tôi hạ ngục
18. Phụ lục: Ý kiến cứu quốc của Kỳ ngoại hầu Cường Để (thư Cường Để gửi vua Khải Định năm 1924).

## Trích
Bài thơ chữ Nôm "Cảm tác vào nhà ngục Quảng Đông" trích trong phần cuối của sách này, nói lên tư tưởng chủ đạo của tác giả trong sách: Dù trong cảnh khốn khó nhưng vẫn kiên cường, không sờn lòng và khẳng định một nhân cách cao đẹp hào kiệt, phong lưu, ung dung với thái độ hóm hỉnh, lạc quan, ngạo nghễ, coi nhà tù như chốn nghĩ, nơi dừng chân.
Vẫn là hào kiệt vẫn phong lưu,
Chạy mỏi chân thì hãy ở tù.
Đã khách không nhà trong bốn biển,
Lại người có tội giữa năm châu
Bủa tay ôm chặt bồ kinh tế,
Mở miệng cười tan cuộc oán thù.
Thân ấy vẫn còn, còn sự nghiệp,
Bao nhiêu nguy hiểm sợ gì đâu.